# ورتول وی‌زی-۲
وِرتول وی‌زی-۲ (به انگلیسی: Vertol VZ-2) یک پروژهٔ آزمایشی بود که در سال ۱۹۵۷ در آمریکا انجام شد تا بر روی فناوری اُریب بال پژوهش شود که صنعت هواگردهای عمودپرواز پیشرفت کند. بدنهٔ هواگرد دارای شکل لوله‌ای است و برای خلبان یک کابین حبابی وجود دارد. آزمایش پرواز در ۱۹۵۷ انجام شد که وی‌زی-۲ تنها از زمین بلند شد و بر جای خود هاور کرد. در سال ۱۹۵۸ نخستین انتقال از حالت عمودپرواز به افق‌پرواز انجام شد و تا سال ۱۹۶۵ ادامه یافت و این نمونه ۴۵۰ پرواز انجام داد که شامل ۳۴ بار انتقال از حالت عمودی به افقی در حین پرواز بود. تنها نمونهٔ تولید شده از وی‌زی-۲ امروز در موزه ملی هوافضای اسمیتسونین است. این هواگرد در کنار کامان کی-۱۶بی و هیلر ایکس-۱۸ از نخستین اُریب‌بال‌های آمریکا بودند. این آزمایش‌ها اثر شگرفی در توسعهٔ بل وی-۲۸۰ والور، بل بوئینگ وی-۲۲ آسپری و لئوناردو ای‌دابلیو-۶۰۹ داشتند.

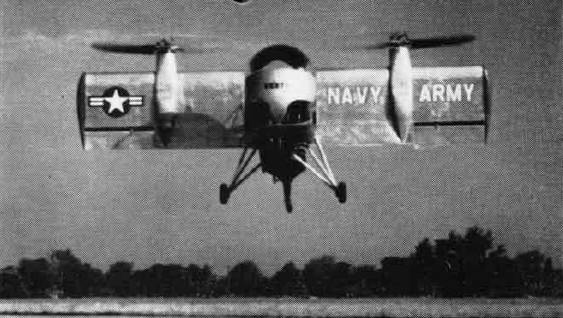
وی‌زی-۲ در دست نظامیان برای آزمایش نیروی زمینی و هوایی در سال ۱۹۵۸

## مشخصات
ویژگی‌های عمومی
- خدمه: one pilot
- ظرفیت: 1 passenger/observer
- طول: ۲۶ فوت ۵ اینچ (۸٫۰۵ متر)
- پهنای بال: ۲۴ فوت ۱۱ اینچ (۷٫۵۹ متر)
- قطر: ۹ فوت ۶ اینچ (۲٫۹۰ متر)
- ارتفاع: ۱۵ فوت ۰ اینچ (۴٫۵۷ متر)
- وزن خالی: ۳٬۷۰۰ پوند (۱٬۶۷۸ کیلوگرم)
- پیشرانه: ۱ عدد  Avco Lycoming YT53-L-1 turboshaft, 700 hp (522 kW)

عملکرد
- حداکثر سرعت: ۲۱۰ مایل بر ساعت (۳۴۰ کیلومتر بر ساعت، ۱۸۰ گره)
- بُرد: ۱۳۰ مایل (۲۱۰ کیلومتر، ۱۱۰ مایل دریایی)
- حداکثر ارتفاع: ۱۳٬۸۰۰ فوت (۴٬۲۰۰ متر)